# Grant Township (comté de Clark, Missouri)
Grant Township est un ancien township  du comté de Clark dans le Missouri, aux États-Unis,. Il est fondé en 1868 et baptisé en référence à Ulysses S. Grant, 18e président des États-Unis.

## Source de la traduction
- (en) Cet article est partiellement ou en totalité issu de l’article de Wikipédia en anglais intitulé « Grant Township, Clark County, Missouri » (voir la liste des auteurs).